# De forældreløse
De forældreløse är en norsk svartvit stumfilm (drama) från 1917. Den regisserades av Oscar Gustafson och Peter Lykke-Seest efter ett manus av Lykke-Seest.
Filmen producerades av Christiania Film Co. och distribuerades av Internationalt Films-Kompani AS. Filmfotot togs av Carl-Axel Söderström och Ottar Gladvedt. Filmen hade premiär den 21 november 1917 och är 85 minuter lång.

## Handling
Sjuttonåriga Beate och tolvåriga Jens Coldevin har mist sina föräldrar i en tågolycka. Den avlägsna släktingen Robertson blir deras förmyndare. Han och hans fru gör sitt bästa för att bli kvitt barnen för att kunna överta det coldevinska godset. Robertson placerar Beate i vad hon tror är en flickpension men som i själva verket är ett sinnessjukhus. På sjukhuset bestämmer fru Klingberg som lovats en större summa pengar för att röja Beate ur vägen. Bland de andra patienterna finns en dansgalen kvinna som fattar sympati för Beate och hjälper henne att fly en natt. Vakten Tykke-Bertha försöker hämta tillbaka Beate, som kommit till en närliggande by. Där håller ett filmsällskap just på att spela in film och filmfotografen nekar Tykke-Bertha att hämta flickan. I stället för han Beate hem till sig där hon är trygg och säker. Fru Klingberg säger inget om flykten till Robertson. När en av de andra patienterna dör skriver hon en falsk dödsattest och får betalt av Robertson.
Nu återstår bara att få Jens ur vägen. Robertson anlitar båtsmannen Sam att ta med sig Jens på en båttur, där han planeras omkomma i en tragisk "olyckshändelse". Sam tycker synd om Jens och för i stället pojken till sin syster. Hon har en son som också heter Jens och "Store-Jens" och "Lille-Jens" blir snart goda vänner. Filmen slutar med att Store-Jens avslöjar paret Robertson, som hamnar i fängelse. Store-Jens förlovar sig med Beate.

## Rollista
- Lullu Hansteen – Beate Coldevin
- Esben Lykke-Seest – Jens Coldevin, "Lille-Jens"
- Oscar Gustafson – Robertson
- Botten Soot – fru Klingberg
- Karin Meyer – danspatienten
- Arthur Barking – Store-Jens
- Hans Hedemark – Sam, båtsmannen
- Turid Hetland
- Leif Sinding – advokaten